# Looks Like a Job For...
Looks Like a Job For... – piąty studyjny album amerykańskiego rapera Big Daddy Kane'a. Został wydany w 1993 roku.

## Lista utworów
| Nr | Tytuł                              | Producent(ci)                      | Wykonawcy                                                   |
| -- | ---------------------------------- | ---------------------------------- | ----------------------------------------------------------- |
| 1  | „Looks Like a Job For..."          | Trackmasters                       | Big Daddy Kane                                              |
| 2  | „How U Get a Record Deal?"         | Trackmasters                       | Big Daddy Kane                                              |
| 3  | „Chocolate City”                   | Trackmasters DJ Clash Robert Brown | Big Daddy Kane, Scoob Lover, Scrap Lover, Lil' Daddy Shane  |
| 4  | „Prelude"                          | Big Daddy Kane                     | *Interlude*                                                 |
| 5  | „The Beef is On"                   | Big Daddy Kane                     | Big Daddy Kane                                              |
| 6  | „Stop Shammin'"                    | Easy Mo Bee                        | Big Daddy Kane                                              |
| 7  | „Brother Man, Brother Man”         | Cool V                             | Big Daddy Kane, Lil' Daddy Shane                            |
| 8  | „Rest in Peace"                    | Easy Mo Bee                        | Big Daddy Kane                                              |
| 9  | „Very Special"                     | Big Daddy Kane                     | Big Daddy Kane, Spinderella, Laree Williams, Karen Anderson |
| 10 | „Here Comes Kane, Scoob and Scrap" | Easy Mo Bee                        | Big Daddy Kane, Scoob Lover, Scrap Lover                    |
| 11 | „Niggaz Never Learn"               | Large Professor                    | Big Daddy Kane                                              |
| 12 | „Give it to Me"                    | Mister Cee, Spark Boogie           | Big Daddy Kane                                              |
| 13 | „’Nuff Respect (Remix)”            | Hank Shocklee, Gary G. Wiz         | Big Daddy Kane                                              |
| 14 | „Finale"                           | Big Daddy Kane                     | Big Daddy Kane                                              |

## Album
| Rok  | Najwyższa pozycja | Najwyższa pozycja      |
| Rok  | Billboard 200     | Top R&B/Hip Hop Albums |
| ---- | ----------------- | ---------------------- |
| 1993 | 52                | 9                      |

### Single
| Rok  | Tytuł                      | Najwyższa pozycja | Najwyższa pozycja                | Najwyższa pozycja | Najwyższa pozycja                  | Najwyższa pozycja |
| Rok  | Tytuł                      | Billboard Hot 100 | Hot R&B/Hip-Hop Singles & Tracks | Hot Rap Singles   | Hot Dance Music/Maxi-Singles Sales | Rhythmic Top 40   |
| ---- | -------------------------- | ----------------- | -------------------------------- | ----------------- | ---------------------------------- | ----------------- |
| 1993 | „How U Get a Record Deal?" | –                 | 86                               | 7                 | 22                                 | –                 |
| 1993 | „Very Special"             | 31                | 23                               | 9                 | 24                                 | 6                 |